# 磯野勇三
磯野 勇三（いその ゆうぞう、1903年（明治36年）6月2日 - 1986年（昭和61年）11月19日）は、日本の外交官。

## 人物
東京府（現・東京都）出身。1928年東京帝国大学法学部卒業。外務省入省後、1938年上海領事等をへて太平洋戦争開戦時はラングーン総領事。戦時中、第3部対外報道課長兼同調査課長等を歴任。敗戦時には文書課長。戦後、管理局在外邦人部長兼同経済部長、終戦連絡中央事務局管理部長兼管理局経済部長をへて、1948年特殊財産局長、1949年京都連絡調整事務局長等となる。
一旦退官後、1955年にサンパウロ総領事、57年ポルトガル公使、59年同大使、61年レバノン大使兼ヨルダン公使等に就任し、64年退官。やさか通商株式会社社長となる。